# Bodianus thoracotaeniatus
Bodianus thoracotaeniatus là một loài cá biển thuộc chi Bodianus trong họ Cá bàng chài. Loài này được mô tả lần đầu tiên vào năm 1982.

## Từ nguyên
Từ định danh của loài được ghép bởi danh từ (tính nam) trong tiếng Hy Lạp cổ đại: thorakos ("áo giáp che ngực"), và tính từ trong tiếng Latinh: taeniatus ("có dải tua rua"), hàm ý đề cập đến các tia vây bụng vươn dài của chúng.

## Phạm vi phân bố và môi trường sống
B. thoracotaeniatus hiện chỉ được biết đến chính xác tại khu vực rặng núi ngầm Kyushu-Palau (từ đảo Kyushu, Nhật Bản kéo dài đến Palau). B. thoracotaeniatus được quan sát và thu thập ở độ sâu khá lớn, khoảng 320–395 m.

## Mô tả
B. thoracotaeniatus có chiều dài cơ thể tối đa được ghi nhận là 17,5 cm. Cá trưởng thành có lưng màu đỏ cam, trắng dần về phía dưới bụng. Hai vùng màu được ngăn bởi một dải sọc màu cam ửng đỏ dọc theo đường bên. Gốc vây đuôi có đốm màu đỏ. Vây lưng màu trắng với một dải màu nâu đen ở phần gai. Vây hậu môn có màu trắng. Đuôi và các vây còn lại trong suốt.
Cá đực khác biệt không nhiều so với cá cái: đốm đỏ trên gốc vây đuôi ở cá cái được thay bằng đốm nhỏ hơn màu nâu sẫm; dải màu nâu trên gai vây lưng cũng sẫm đen hơn.
Số gai ở vây lưng: 12; Số tia vây ở vây lưng: 11; Số gai ở vây hậu môn: 3; Số tia vây ở vây hậu môn: 12; Số tia vây ở vây ngực: 17.

### Trích dẫn
- Martin F. Gomon (2006). “A revision of the labrid fish genus Bodianus with descriptions of eight new species” (PDF). Records of the Australian Museum, Supplement. 30: 1–133. ISSN 0812-7387.